# Zainhammer

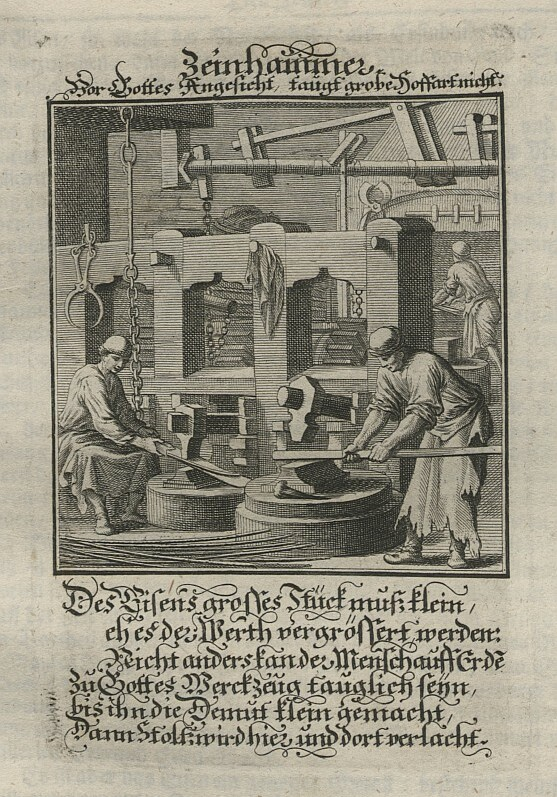
„Zeinhammer“ im Ständebuch von Christoph Weigel (1698)

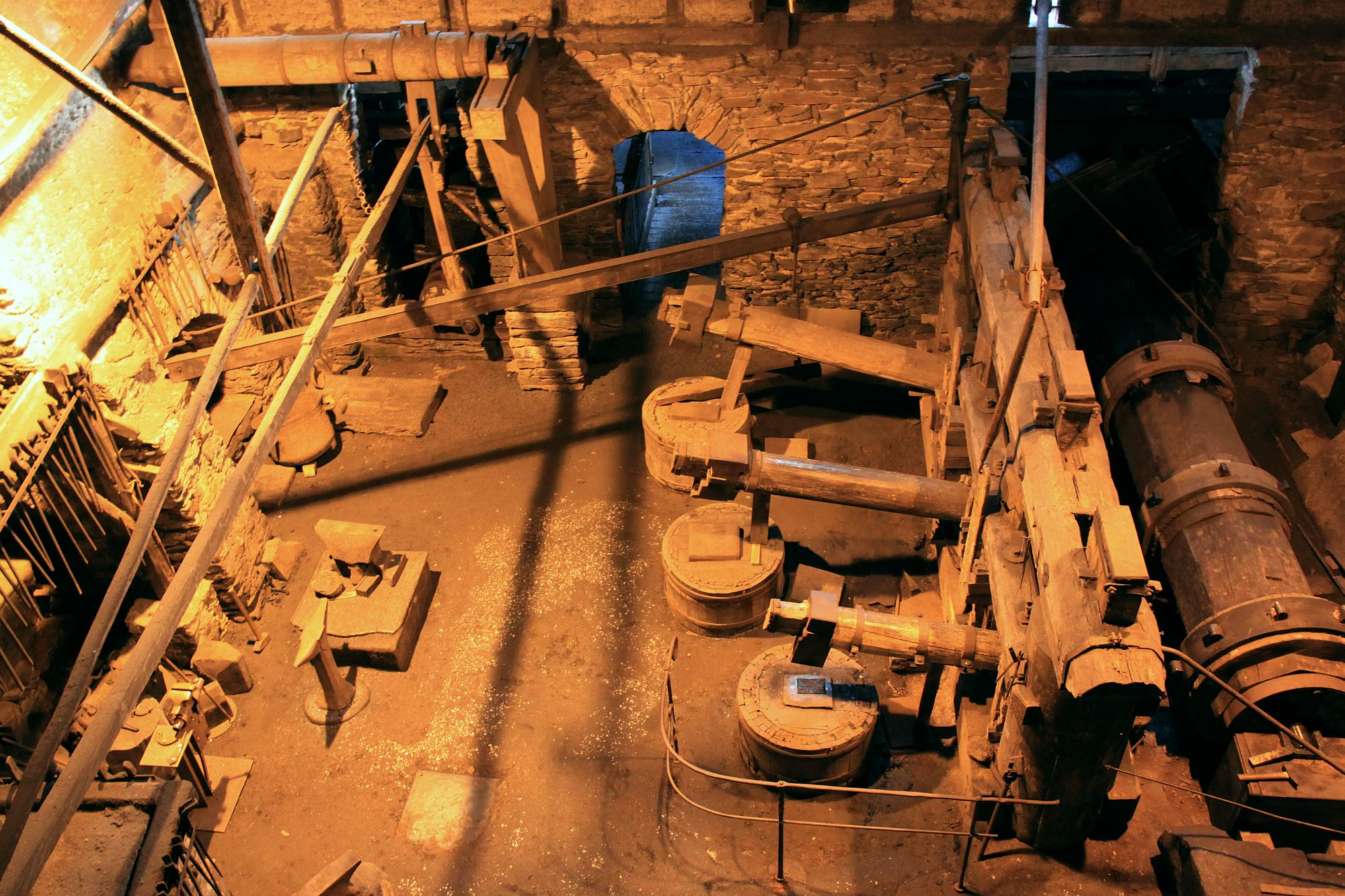
Frohnauer Hammer: Zeug- und Zainhammer

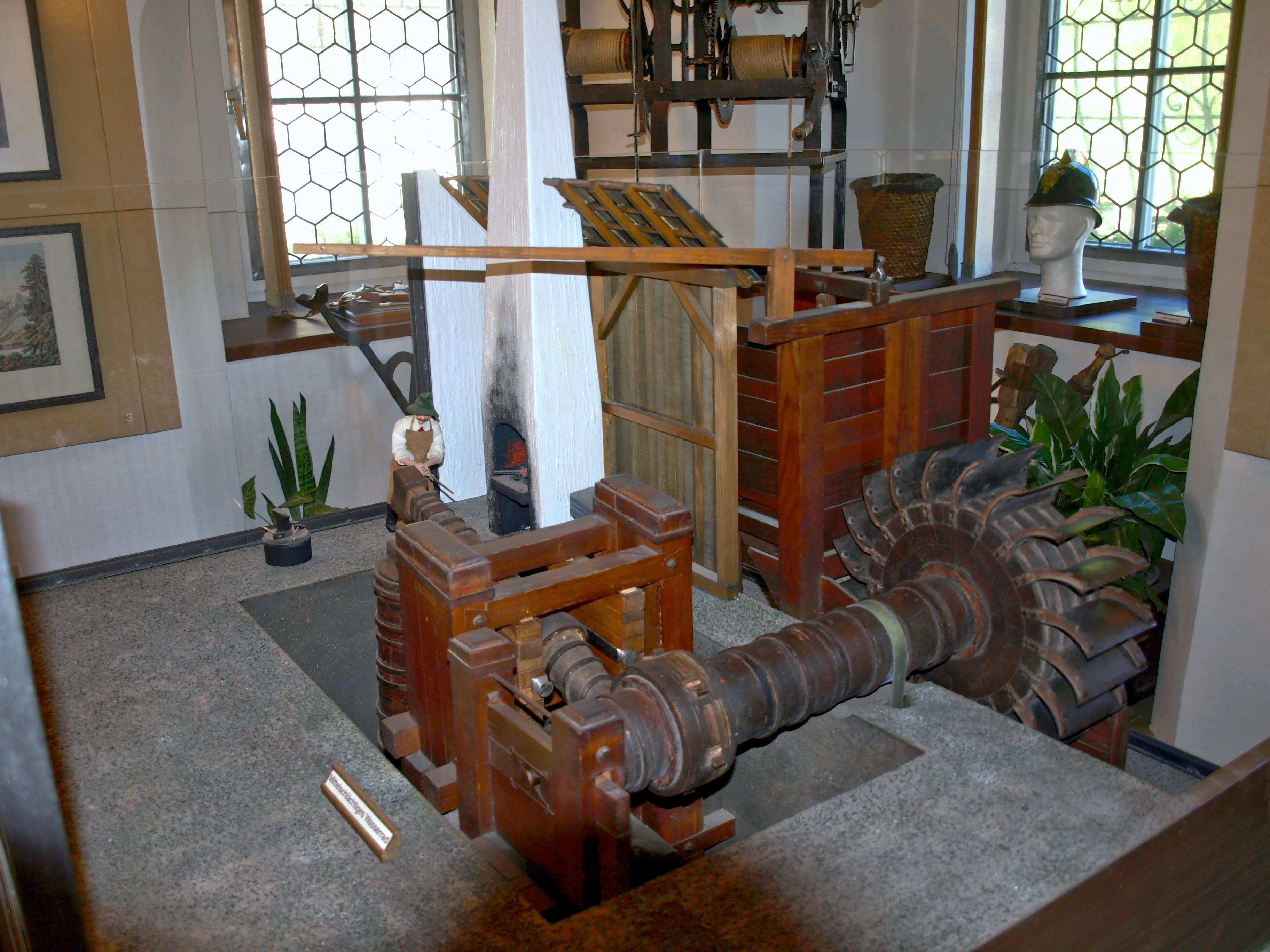
Zainhammer des Tulleck’schen Hammerwerks

Ein Zainhammer (auch Zähnhammer, im Westfälischen und besonders im Bergischen Land Reckhammer) gehörte zu den eisenverarbeitenden Eisenhämmern.
In einem eisenerzeugenden Schien- oder Stabhammer wurde Eisen in Form dicker Stäbe, der „Schienen“, erzeugt. In dieser Form war es für Schmiede und Schlosser noch nicht geeignet. Aus diesem Grund wurden die Schienen zu Stangen und Stäben mit kleinerem Querschnitt bzw. zu Vierkant-, Rund- und Flacheisen bzw. zu Zainen verarbeitet. Dies geschah in den Zainhämmern (zainen: strecken, dehnen) durch Zainschmiede.
Ein Zainhammer bestand aus einem Schmiedefeuer und einem wassergetriebenen Schwanzhammer oder mehreren. Das Bärgewicht eines solchen Hammers lag zwischen 60 und 80 kg, die Schlagzahl betrug bis zu 250 Schläge pro Minute. Die Schienen wurden im Feuer erhitzt und unter den Hämmern möglichst schnell ausgereckt. Aus einer Schiene wurden so Stäbe mit einer Länge bis zu 14 Fuß hergestellt. Diese wurden nach Sorten getrennt und in Buschen verkauft.
Der Zainhammer konnte sowohl Bestandteil eines Hammerwerks sein, in dem auch das Roheisen ausgeschmolzen und hergestellt wurde, als auch selbständig betrieben werden. Bisweilen wurde in einem Eisenwerk gleichzeitig ein Zeug- und Waffenhammer betrieben.
Oft wurden die Zainhämmer in der Nähe der Städte, also der  möglichen Abnehmer, und weniger auf dem Lande gegründet. Hauptabnehmer von Zaineisen waren Klein- und Nagelschmiede, die daraus fertige Produkte wie Nägel und Löffel fertigten.

## Beispiele
- Im Hammerwerk Laaber wurde 1605/1606 neben dem Blechhammer ein Zainhammer errichtet.
- Im Hammer Zangenstein waren bis 1831 eine Nagelschmiede und ein Zainhammer in Betrieb.
- In dem Eisenwerk Weiherhammer arbeiteten ab 1799 vier Zainhämmer neben einem Kugelhammer.